# Erich Priebke
Erich Priebke, född 29 juli 1913 i Hennigsdorf, Brandenburg, död 11 oktober 2013 i Rom, Italien, var en tysk nazist och Hauptsturmführer.

## Biografi
Priebke var i slutet av andra världskriget stationerad i Rom. Den 23 mars 1944 genomförde italienska partisaner ett attentat mot SS på Via Rasella i centrala Rom. 33 SS-soldater dödades. Vedergällningen kom omedelbart och på order från Hitler avrättades dagen därpå 335 italienare vid Fosse Ardeatine, strax söder om Rom.
Under cirka 50 år efter andra världskriget levde Priebke i Argentina, men han kom till slut att ställas inför rätta och dömdes till 15 års fängelse för delaktighet i massakern vid Fosse Ardeatine samt för att ha medverkat vid deportationer av judar från Italien till bland annat Auschwitz. Priebkes försvar byggde på att han endast hade utfört Führerns order. Straffet ändrades inom kort till 10 års fängelse på grund av Priebkes höga ålder och hälsotillstånd.
En militärdomstol i Rom rev dock upp tidigare domar och dömde i mars 1998 Priebke till livstids fängelse att avtjänas i husarrest.

## Begravingskontroverser
Efter Priebkes död vägrade såväl argentinska myndigheter som Priebkes uppväxtort Hennigsdorf nordväst om Berlin och den katolska kyrkan i Italien att begrava honom och då åtog sig Sankt Pius X:s prästbrödraskap jordfästningen.